# Gopanapalli(K), Sedam
Gopanapalli(K) là một làng thuộc tehsil Sedam, huyện Gulbarga, bang Karnataka, Ấn Độ.